# Joe Montana Sportstalk Football '95
NFL Sports Talk Football '95 Starring Joe Montana est un jeu vidéo de football américain sorti en 1994 sur Mega Drive. Le jeu a été développé par FarSight Studios pour la version Mega Drive puis par BlueSky Software pour la version Game Gear, il est édité par Sega.